# Barocco

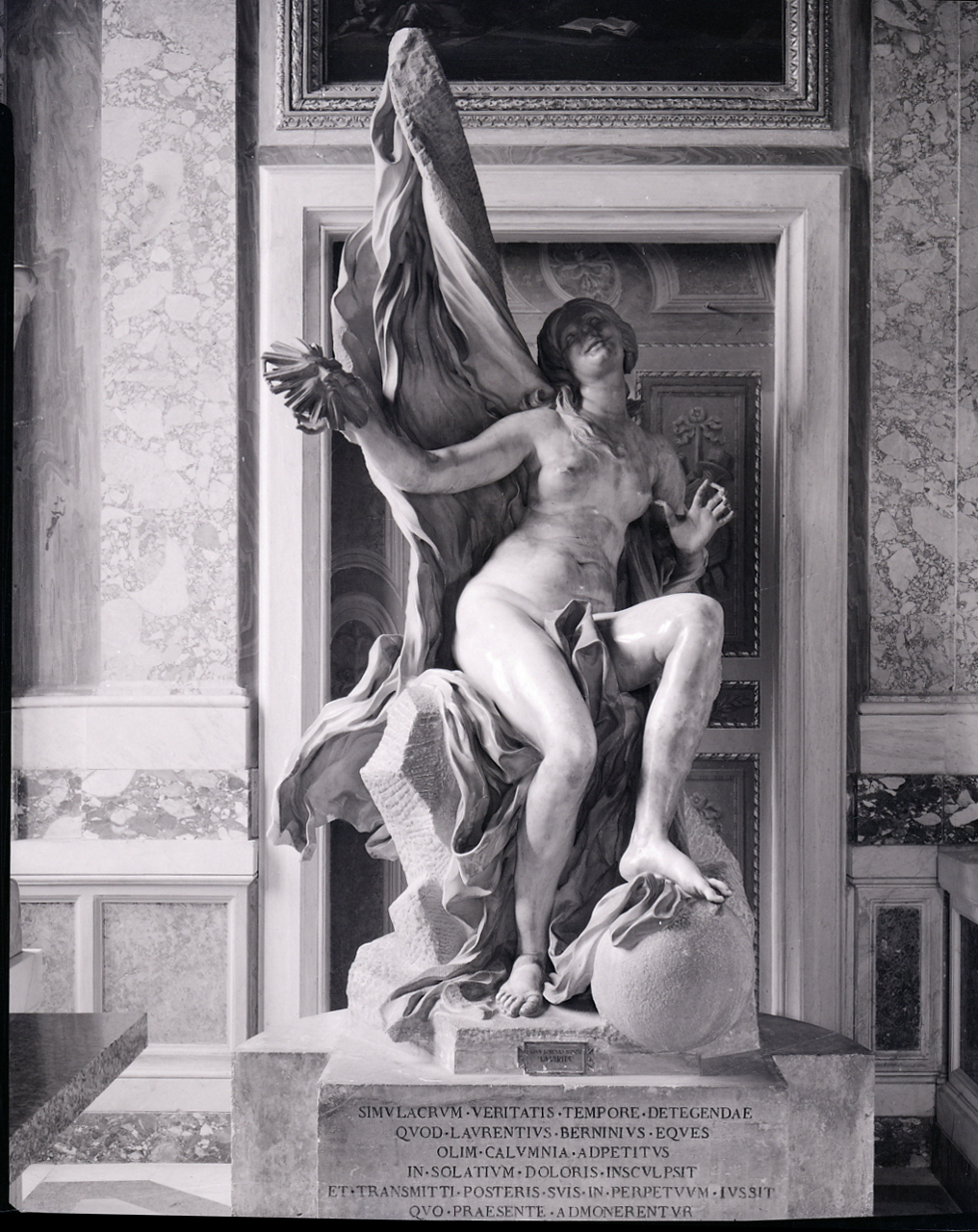
Gian Lorenzo Bernini, La Verità svelata dal Tempo. Roma, Galleria Borghese (fotografia di Paolo Monti).

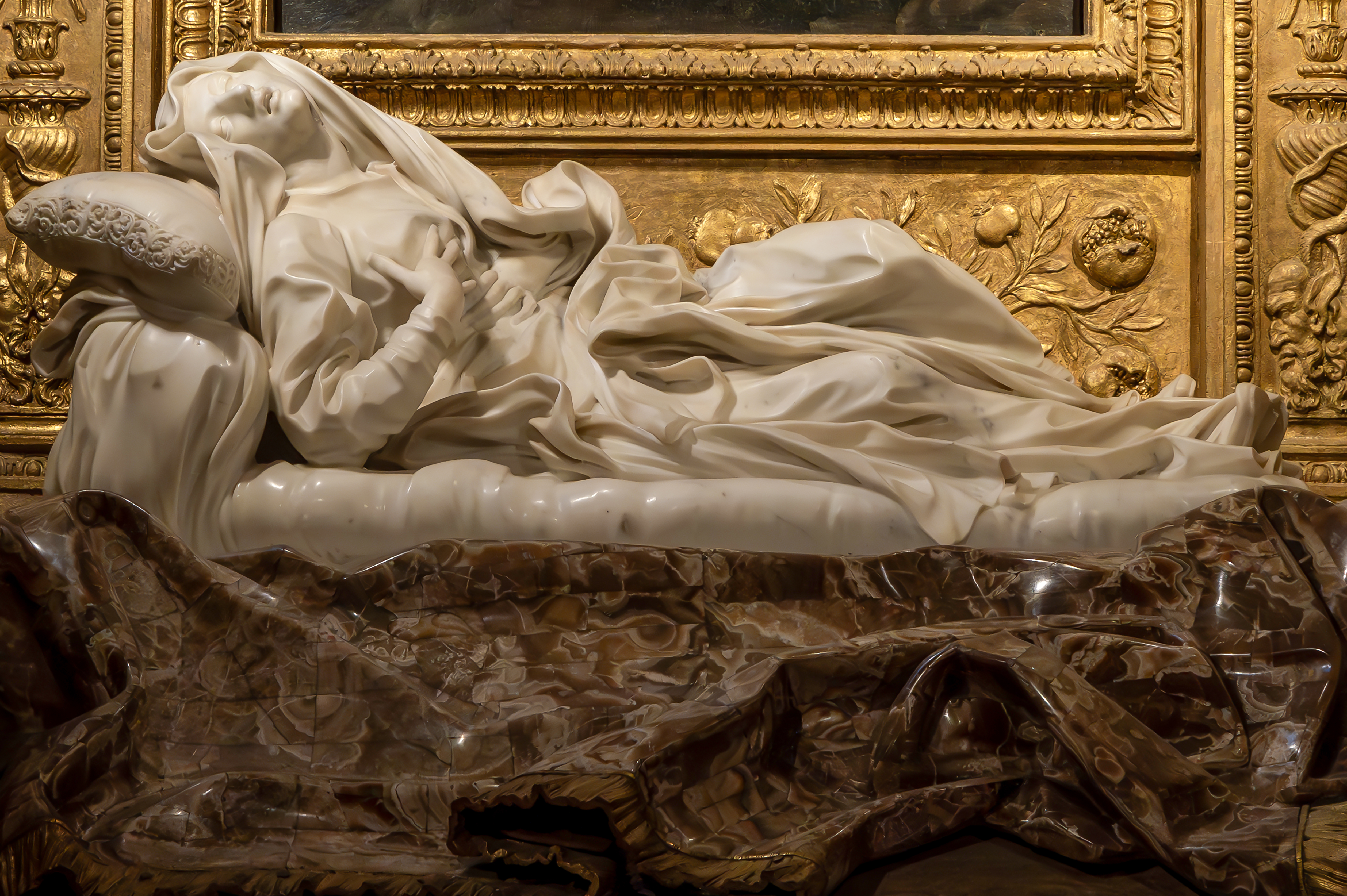
Gian Lorenzo Bernini, Estasi della Beata Ludovica Albertoni. Roma, San Francesco a Ripa.

Il Barocco è un periodo artistico, ideologico e culturale iniziato a manifestarsi in Italia tra la fine del XVI e i primi decenni del XVII secolo, e durato in tutta Europa fino alla metà del XVIII secolo. Esso abbraccia non solo il mondo dell'architettura e delle arti, ma anche la letteratura, la musica, le scienze e la filosofia.
In senso stretto l'espressione viene riferita a uno specifico ambito artistico fiorito a Roma tra il terzo e il quarto decennio del XVII secolo e rappresentato in modo eminente dall'opera di Gian Lorenzo Bernini, Francesco Borromini e Pietro da Cortona, con cospicui precedenti nell'opera di alcuni autori tardo-cinquecenteschi, come il Veronese, il Tintoretto e soprattutto i Carracci.  Uno snodo fondamentale è costituito inoltre dall’opera di Caravaggio. In senso generale il Barocco è stato definito una «denominazione e qualifica dello stile secentesco: dapprima con senso dispregiativo, a indicare opera o forma goffa, pesante, strampalata, soprattutto artificiosa e involuta; oggi come designazione positiva e storica di quella civiltà letteraria e artistica (compresa tra il Rinascimento e l'Illuminismo)».
Lo storico francese Fernand Braudel individua nell'epoca barocca il punto di massimo irradiamento della civiltà italiana, indicando nel Barocco «una nuova forma di gusto e di cultura, una ‘civiltà' che rivestirà l'intera Europa» e darà vita a «una serie di creazioni moderne», come l'opera, il teatro moderno e la scienza moderna.

## Origine del termine
Il termine "barocco" si riconduce a una duplice origine. Per un verso deriva dal francese baroque, che ricalca il portoghese barroco e lo spagnolo barrueco, i quali stanno a designare la perla di forma irregolare. In quest'accezione il termine è quindi usato per connotare anzitutto una realtà fisica e in seconda battuta le sue ricadute estetiche e psicologiche. Fra coloro che impiegarono baroque in questo senso, si può ricordare Charles de Brosses, che intorno al 1739 se ne serve per stigmatizzare alcuni innovativi − e a suo giudizio bizzarri − elementi architettonici di Palazzo Pamphilj.
Le sue prime attestazioni in italiano si riallacciano però a un termine della sillogistica scolastica, "baròco”. In quest'accezione la voce è di estrazione colta ed è impiegata per designare una realtà intellettuale, logica e metafisica. Nel linguaggio della scolastica “baroco” non è che un artificio per memorizzare un modo della seconda figura sillogistica, quello nel quale la premessa maggiore (indicata con la A di “ba”) è universale affermativa, mentre la premessa minore (indicata con la O di “ro”) e la conclusione (indicata con la O di “co”) sono particolari negative. Tale struttura dà vita a un ragionamento che pur non essendo falso risulta tuttavia astruso e stravagante (per esempio: tutti gli uomini sono razionali; alcuni animali non sono razionali; alcuni animali non sono uomini). “Baroco” diventa quindi emblema di ragionamento rigoroso nella forma, ma fragile nel contenuto logico, e l'espressione “argomento in baroco” fa il suo ingresso nell'uso italiano come sinonimo di bizzarria logica, tortuoso ragionamento fine a sé stesso.
In Italia il contatto fra le due accezioni, vale a dire l'applicazione del concetto di “(argomento in) barocco” all'ambito dello stile, si deve a Francesco Milizia, che nel suo Dizionario delle belle arti e del disegno (1797) scrive: «Barocco è il superlativo del bizzarro, l'eccesso del ridicolo. Borromini diede in delirii, ma Guarini, Pozzi, Marchione nella sagrestia di S. Pietro ecc. in barocco».
In ogni caso − sia che si faccia riferimento alle tre sillabe ba-ro-co usate nella scolastica medievale per indicare un sillogismo della "seconda figura" sia che si guardi al francese baroque (cfr. Dictionnaire de l'Académie française, edizione del 1694) con riferimento ad una perla irregolare (l'italiana "scaramazza"), dallo spagnolo barueco o dal portoghese barroco − resta evidente l'originario significato derisorio con cui il termine veniva utilizzato.
L'uso del vocabolo da parte dei critici e degli storici dell'arte risale comunque alla seconda metà del Settecento (si veda il già citato Francesco Milizia). Riferita inizialmente alle arti figurative, l'espressione viene successivamente applicata anche alla letteratura e ad altri ambiti, e verso la fine dell'Ottocento inizia a perdere, almeno parzialmente, la sua connotazione negativa.

## L'elaborazione del concetto
La messa a fuoco della categoria estetico-stilistica e storico-culturale di “barocco” è il frutto di un laborioso processo critico. Il significato di "barocco" è stato a lungo caratterizzato in senso svalutativo. Ancora agli inizi del Novecento Benedetto Croce asseriva che, a rigore, l'espressione "arte barocca" doveva ritenersi contraddittoria. Dell'arte barocca si sottolineava pressoché esclusivamente «l'esaltazione dei moti fisici e spirituali oltre ogni norma di classica contenutezza, l'ampollosità, il desiderio di meravigliare con spettacolose, illusive scenografie e invenzioni stravaganti e inattese», caratteri che indubbiamente le competono, ma che sono ben lungi dall'esaurirne la natura e la portata. Fra i primi a proporre una decisa rivalutazione del Seicento artistico e delle sue propaggini settecentesche, va segnalato Heinrich Wölfflin, che già sul finire del XIX secolo cercò di isolare i caratteri propri del barocco attraverso la loro contrapposizione agli stilemi dell'arte rinascimentale: forme aperte nell'arte barocca contro forme chiuse in quella rinascimentale, profondità contro superficie, dinamismo contro staticità, ecc. Non molto più tardi Werner Weisbach individuava nella sensibilità barocca una nuova, inquieta, visione del mondo, legata ai rivolgimenti religiosi del XVI secolo, Riforma protestante e soprattutto Controriforma cattolica (Giulio Carlo Argan arriverà a definire il Barocco «una rivoluzione culturale in nome dell'ideologia cattolica»); non solo uno stile artistico, dunque, ma un'autentica fase della civiltà.
Non è mancato chi, come Eugenio d'Ors, ha assegnato all'idea di “barocco” valore metastorico, ravvisandovi una ricorsiva fase di reazione imaginifica ai periodi di chiaro e razionale equilibrio classico. Quando si usa il termine "barocco" per indicare il gusto delle manifestazioni artistiche seicentesche si tende peraltro a porre l'accento su quelle caratterizzate da un'estrosità eccentrica e compiaciuta, spesso ai limiti della bizzarria: non va però dimenticato come anche in tale epoca siano presenti espliciti richiami ai moduli classici e come il linguaggio classico rimanga pur sempre per gli artisti un termine di riferimento.
Merita poi rilievo l'acquisizione critica secondo cui gli esponenti del mondo barocco, in primis di quello letterario, avevano piena coscienza del carattere "moderno" e innovativo dell'orizzonte stilistico e ideologico che alimentavano, o cui comunque appartenevano. Come scrive Franco Croce, anche se «nei primi anni del Seicento […] non assistiamo […] a una netta contrapposizione tra amanti del presente da un lato […] e laudatores temporis acti dall'altro», in quegli stessi anni è tuttavia «costante la coscienza delle particolari qualità dell'età moderna (siano esse giudicate positive o negative) e differenti sono poi le conseguenze, le scelte del gusto che di volta in volta se ne traggono».

## Poetica del Barocco

Peter Paul Rubens, Caduta di Fetonte, Washington, National Gallery of Art

Il Barocco si presenta come affermazione di valori etici ed estetici ben definiti e agevolmente riconoscibili, legati apparentemente in modo eminente, anche se non esclusivo, alla Controriforma cattolica. Si registra, per esempio, una decisa rivalutazione degli elementi realistici, istantanei e particolari nella rappresentazione, ma anche l'attribuzione di uno statuto di dignità e autonomia alla facoltà immaginativa, nonché il riconoscimento di un ruolo centrale alla capacità di persuadere. Nell'elaborazione teorica del Barocco grande rilievo viene ad assumere la riflessione sulla Poetica di Aristotele, che suggerisce nuovi modi di intendere il concetto di imitazione, fino ad assimilarlo a quello di “finzione”. L'attenzione agli intenti persuasivi dell'attività creativa conduce inoltre all'affermarsi di un ideale retorico dell'arte, al quale viene informata la ricerca dei più svariati elementi espressivi e stilistici: l'efflorescenza decorativa, i giochi di luce, l'amplificazione, la torsione, la ricerca dell'arguzia, della sorpresa, la lievitazione del piano semantico e simbolico, ecc.
È stato osservato da più parti, a partire da Heirich Wölfflin, come la cultura barocca sia portatrice di un'innovativa apertura al concetto di infinito. Un'infinità positiva (cioè non pura e semplice negazione del finito) e posta in stretta relazione con l'intimo dinamismo della realtà creativa. Si è, al riguardo, chiamata in causa l'infinità dei mondi teorizzata da Giordano Bruno: «Movimento e mutamento non sono segni di imperfezione, perché un universo vivente deve potersi muovere e mutare»; come scriveva Bruno nel suo Dell'infinito, universo e mondi: «Non sono fini, termini, margini, muraglia che ne defrodino e suttraggano la infinita copia delle cose… perché dall'infinito sempre nuova copia di materia sottonasce».
La temperie barocca pone − e si pone − altresì angosciosi interrogativi sull'autentico senso dell'esistenza umana, avverte e trasmette l'inquietudine delle cose, un profondo e spesso oscuro senso di instabilità, a dispetto della programmatica finalizzazione di ogni aspetto dell'attività umana, inclusa ogni forma di creatività, ad maiorem Dei gloriam, secondo i dettami del Concilio di Trento. L'epoca del Barocco vede agitarsi in sé anche le istanze del nuovo sapere scientifico e della sua ricerca, alle cui suggestioni il mondo dell'arte e delle lettere restano tutt'altro che insensibili. Né va dimenticata l'elaborazione di nuove, ingegnose, prospettive in campo filosofico e politico.

Il Barocco si realizza come uno degli ultimi grandi stili unitari europei, pur con le cospicue variazioni che ne caratterizzano il declinarsi all'interno dei diversi paesi.

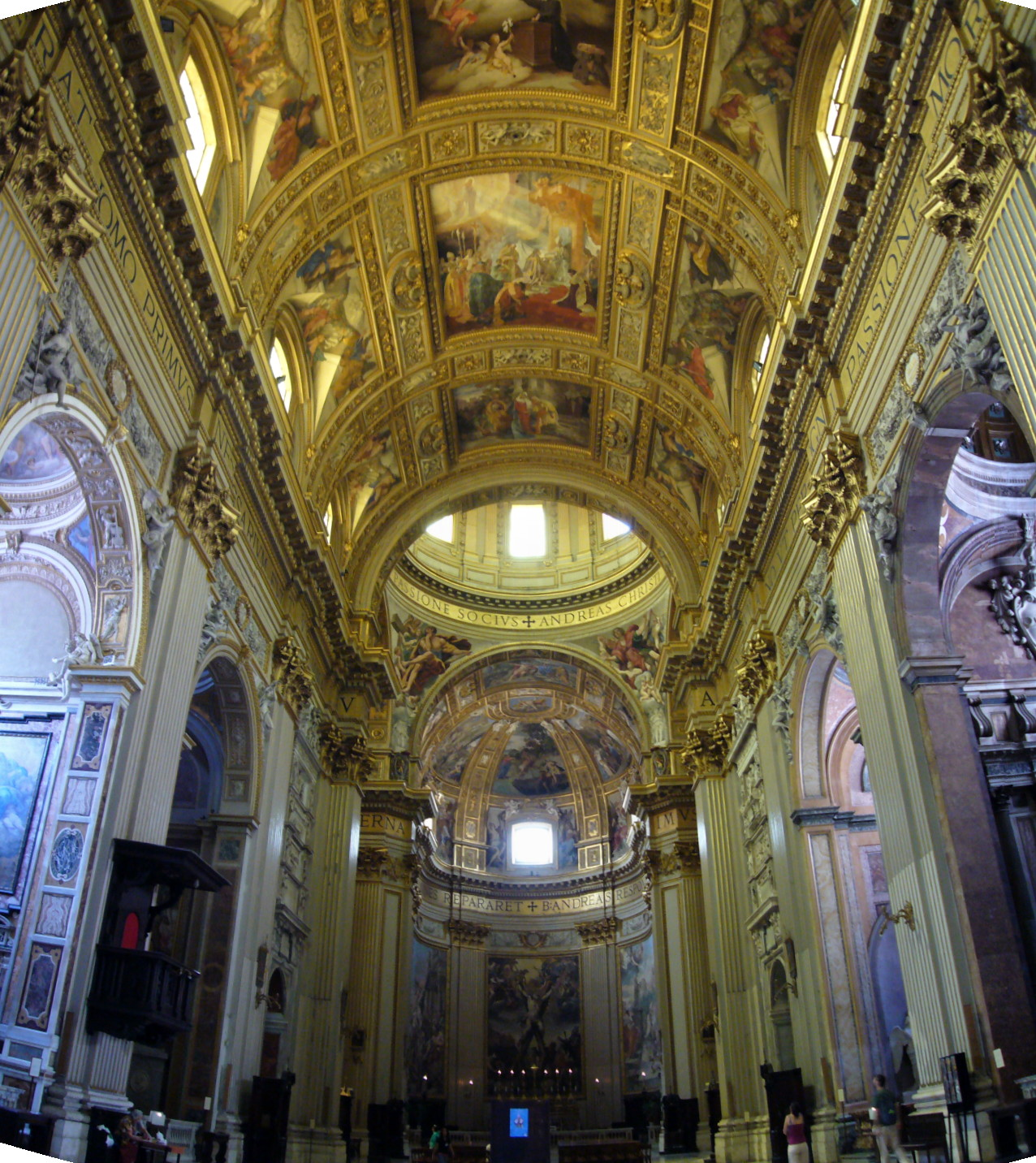
Interno della basilica romana di Sant'Andrea della Valle.

## Arte barocca

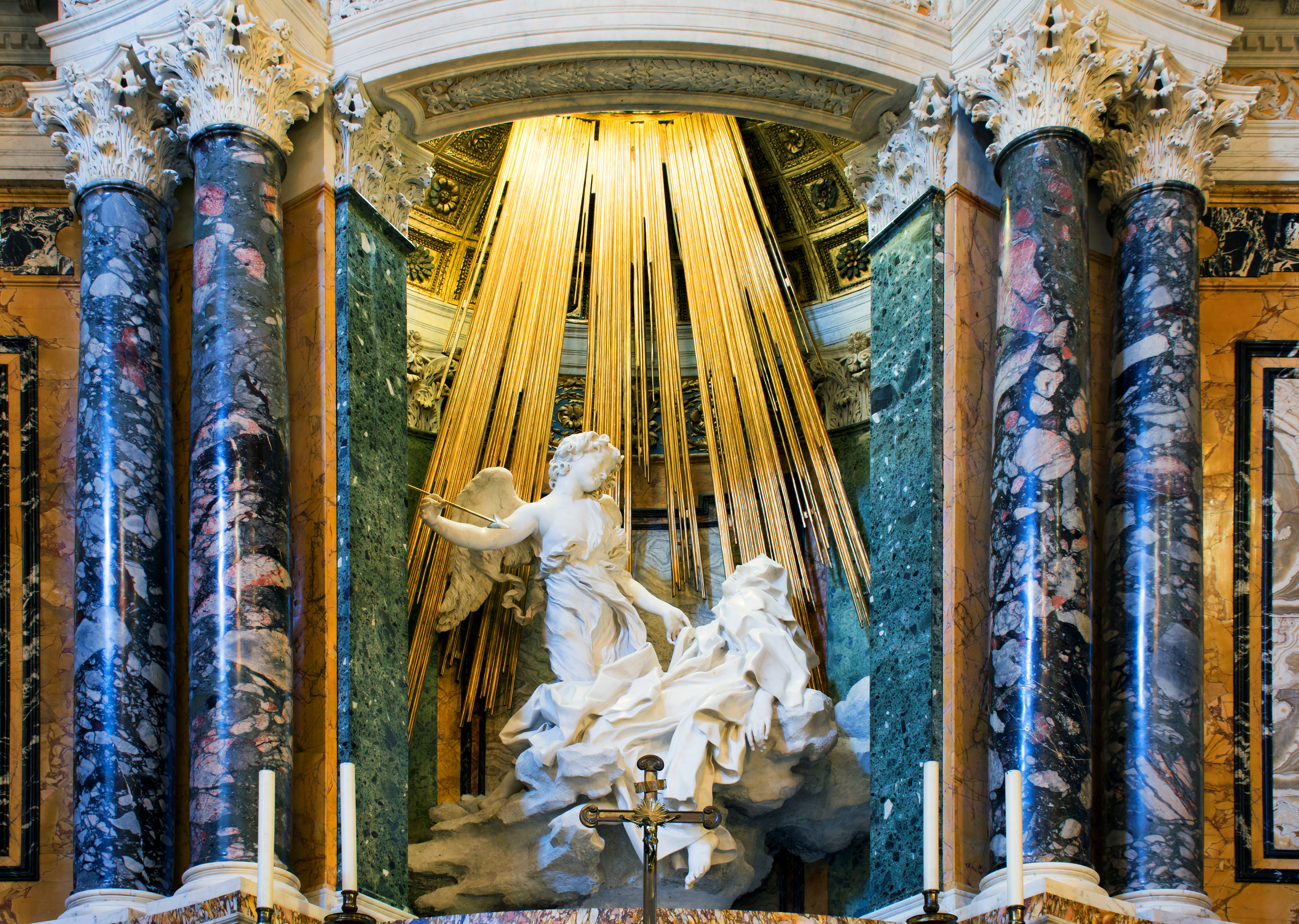
Gian Lorenzo Bernini, Estasi di santa Teresa d'Avila. Roma, Santa Maria della Vittoria.

Come accennato, la nozione di "barocco" viene anzitutto applicata all'ambito delle arti figurative, a partire dalle grandi opere architettoniche, scultoree e pittoriche realizzate nella Roma di Urbano VIII da Bernini, Borromini, Pietro da Cortona e numerosi altri artisti loro affini. Uno dei fattori all'origine del linguaggio artistico barocco è spesso individuato nel rifiuto delle forme, ormai estenuate, del Manierismo. In tal senso possono essere indicati fra i precursori della sensibilità barocca figure come gli emiliani Annibale, Agostino e Ludovico Carracci o come il lombardo Michelangelo Merisi da Caravaggio.
Nucleo pulsante della nuova sensibilità è la tensione dinamica, che si esprime in una ricca gamma di soluzioni stilistiche, vere e proprie costanti della sintassi artistica barocca: l'andamento curvilineo dei corpi architettonici, il sistematico ricorso alla figura bifocale dell'ellisse (contro la figura monofocale e statica del cerchio), l'adozione della colonna tortile e del frontone "rotto", la plastica concitazione delle figure, il rigoglio vaporoso dei drappeggi, la proliferazione dell'ornamento, la dilatazione pittorica delle superfici ecc.

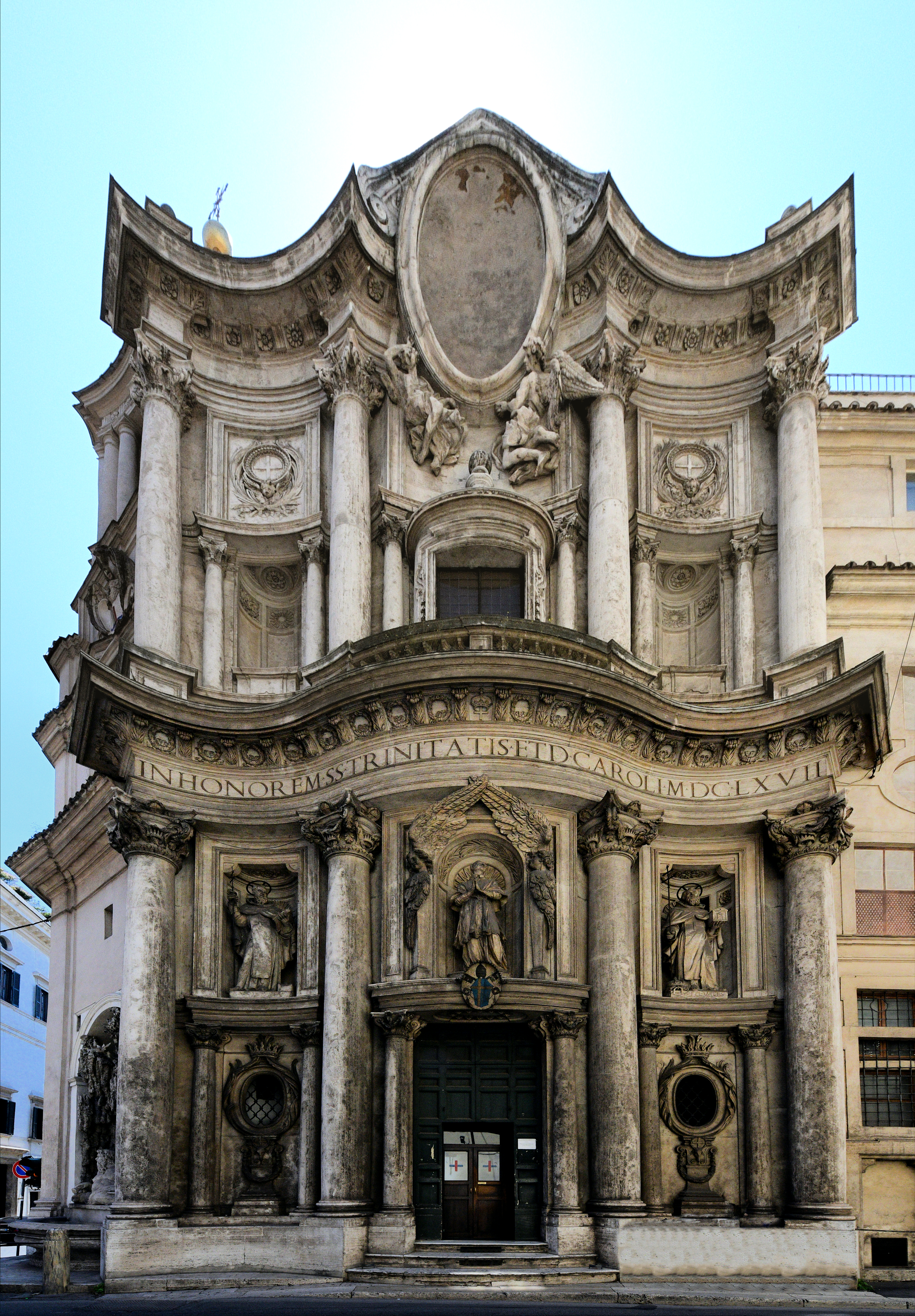
San Carlo alle Quattro Fontane, uno dei capolavori romani di Francesco Borromini.

L'acuto senso della teatralità (come si è detto, il teatro moderno vede la luce proprio in quest'epoca) spinge gli artisti a concepire le proprie opere come scenografie drammatiche, ricorrendo a tutti gli espedienti necessari per creare il necessario pathos e suscitare lo stupore del pubblico. Di qui l'immenso repertorio di inganni prospettici e aperture fittizie dello spazio (celeberrimi quelli del Pozzo), moltiplicazioni dei punti di fuga, giochi chiaroscurali, policentrismi della composizione, sia essa architettonica, plastica o pittorica, ecc...
Con l'irrompere del XVIII secolo il linguaggio stilistico barocco si trasporrà nelle forme più leggere e vaporose (talora anche frivole e leziose) del cosiddetto Barocchetto o Rococò.

## Letteratura barocca
In ambito letterario il Barocco si connota soprattutto per la ricerca, ora freddamente intellettualistica ora emotivamente partecipe, dello stupefacente, dell'arguzia concettuale, dell'immagine singolare e dell'analogia inusitata, proposti in un'ardita commistione di sensualismo e ingegnosità (secondo la celebre formula del Croce).
Gli autori barocchi frequentano con disinvoltura tutti i generi letterari, dal poema alla lirica, dal dramma al romanzo, dalla cronaca di viaggio al saggio erudito, dalla prosa devozionale al trattato teorico, opponendo al contegno tematico e stilistico della letteratura rinascimentale, un coraggioso sperimentalismo. In ambito poetico, per esempio, la rigorosa canonica della tradizione petrarchista, che aveva segnato la produzione lirica del Cinquecento, viene rimodulata, dilatata e infine respinta e trascesa con il disinvolto ampliamento della materia trattata (accanto all'armonia della bellezza si canta il brutto, il deforme, il macabro) e con l'arricchimento degli strumenti espressivi (a partire dalla dilatazione del patrimonio iconico e del repertorio lessicale). Rispetto ai modelli del secolo precedente, la letteratura barocca presenta quindi un'assai maggiore varietà nei temi e una più ampia libertà nelle forme. 

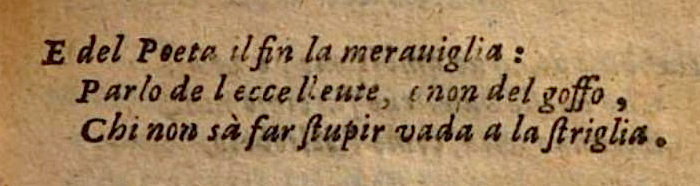
«È del poeta il fin la meraviglia…» La celeberrima terzina in cui Giovan Battista Marino enuncia la missione del poeta (dalla Fischiata XXXIII nell'edizione 1619 della Murtoleide).

La teoria letteraria barocca sancisce poi l'emancipazione dell'attività creativa da ogni vincolo di natura estrinseca, non ascrivibile cioè alla pura e semplice dimensione estetica. Il primato dell'immaginazione riceve così una formale consacrazione, che dota di solide basi il gusto della meraviglia, dell'arguzia concettuale, della metafora funambolica, della deviazione dalla norma, e gran parte degli altri elementi distintivi della produzione letteraria barocca. Accanto a tali aspetti, e con essi in stretta connessione, la letteratura barocca coltiva un acceso interesse per l'illusorio, il sogno, la metamorfosi, nonché il senso di una studiata teatralità, che trova esemplificazione nella figura della “macchina” (intesa come mirabolante costrutto dell'ingegno).
Per indicare gli accessi parossistici del concettismo viene a talvolta utilizzato il termine "barocchismo".

## Musica barocca

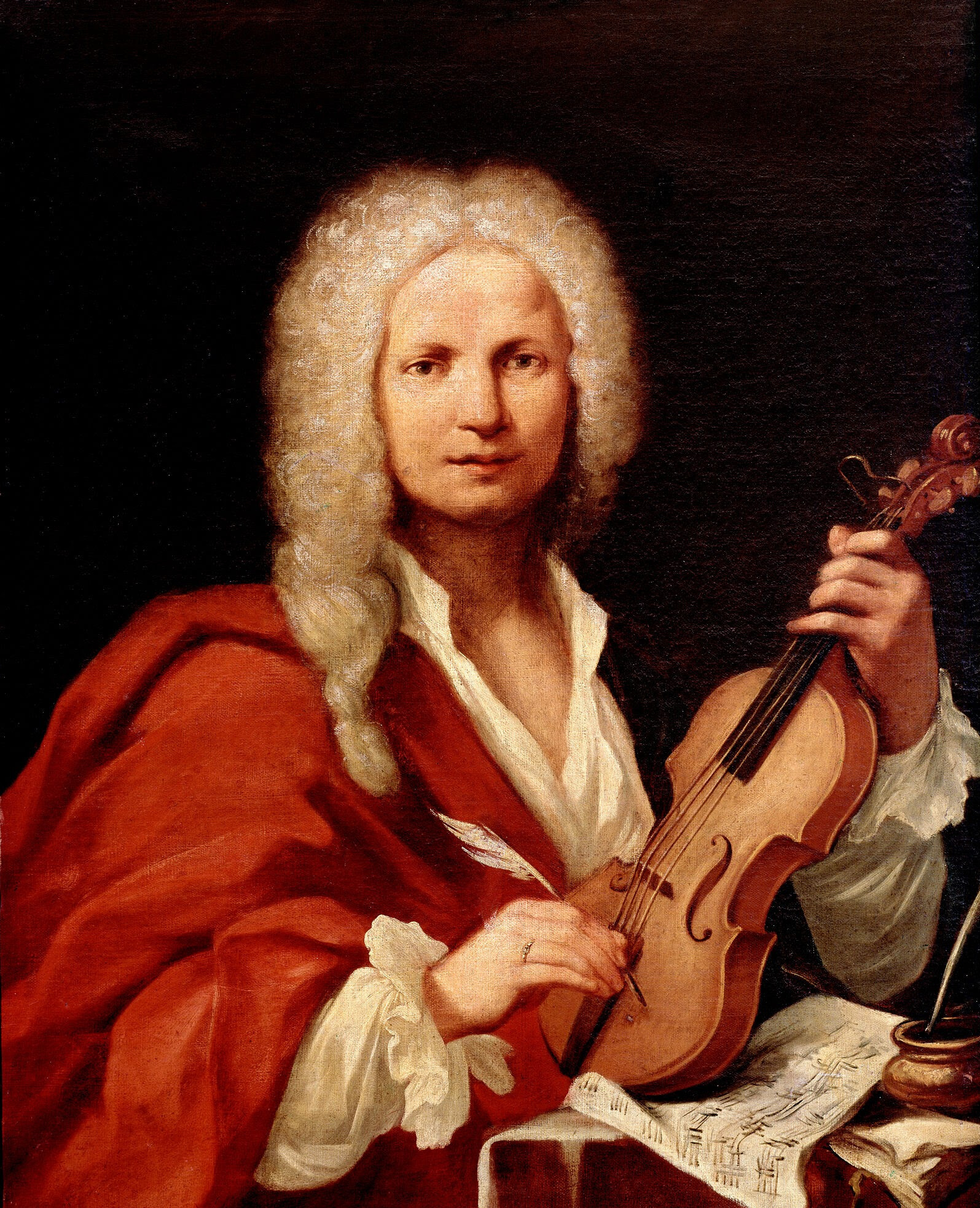
Presunto ritratto di Antonio Vivaldi, uno dei più influenti musicisti dell'epoca barocca.

Con la formula "musica barocca" si fa riferimento a un periodo della storia musicale che oltrepassa in misura notevole i limiti cronologici dell'arte e della letteratura propriamente barocche. L'attività di molti dei più celebri musicisti ordinariamente classificati come "barocchi" − da Vivaldi a Bach, da Purcell a Händel, da Rameau a Domenico Scarlatti − si svolge interamente nel XVIII secolo. Altri operano fra la fine del XVII e l'inizio del XVIII. E per converso i compositori attivi nel pieno del Seicento vengono spesso classificati come tardo-rinascimentali o protobarocchi. Fra il fenomeno del Barocco musicale e quello del Barocco artistico e letterario non sussiste pertanto una piena corrispondenza temporale. Del resto, nonostante persista con tenacia nell'uso corrente, l'espressione "musica barocca" è stata progressivamente accantonata dalla manualistica musicologica in favore di soluzioni più neutre come, "musica dell'età barocca", "Seicento (o Settecento) musicale", "musica del Seicento (o del Settecento)" e simili.
La musica dell'età barocca si articola in un'enorme varietà di generi, scuole e correnti, una polivocità che rende alquanto difficile tracciarne un profilo unitario. Un elemento comune si può indicare nel dominio, pressoché incontrastato, della scrittura contrappuntistica. Sebbene il contrappunto non possa definirsi una tecnica compositiva di ideazione barocca, in tale epoca esso raggiunge le sue espressioni più ricche e rigorose, culminanti nell'opera di Johann Sebastian Bach. Il gusto barocco della costruzione ingegnosa trova innumerevoli campi d'applicazione anche in ambito musicale. Fra la seconda metà del Seicento e la prima metà del Settecento giunge, per esempio, a compiuta perfezione il sofisticato meccanismo compositivo della fuga, viene fissata la forma canonica del concerto, vengono poste le basi per lo sviluppo della sonata, ecc. Altre caratteristiche si possono riassumere in: uno stile unitario ed organico, pezzi da 12 o più parti, lo stile del canto più severo, declamatorio e prevalentemente sillabico, contrasti: lento-veloce forte-piano e uno stile concertante italiano, contrappuntistico tedesco e strumentale francese.
Tra la fine del Cinquecento e l'inizio del Seicento prende poi forma l'opera, che dalla nativa Italia si propagherà rapidamente al resto d'Europa. Nell'opera poesia, musica, danza e arti figurative si danno convegno, animando uno spettacolo totale basato su «due presupposti imperiosi e tenaci: la dottrina degli affetti e l'idea del meraviglioso», l'una e l'altra solidi capisaldi della poetica barocca. All'Italia barocca si deve l'invenzione stessa dell'ambiente teatrale moderno, con la sua struttura a emiciclo, i suoi fondali, il sipario, le macchine, ecc.

Accanto all'opera nasce, ancora una volta in Italia, il genere musicale drammatico dell'oratorio, che conoscerà notevole fortuna anche nei principali paesi Europei.
L'età barocca fu un ricco campo di sperimentazione anche per quanto riguarda gli strumenti musicali: si fissano i principi costruttivi dei moderni strumenti ad arco, si perfezionano strumenti a tastiera come l'organo e il clavicembalo, si realizzano i primi pianoforti.
Tra i portati musicali di primaria importanza dell'età barocca va menzionata la definitiva adozione del temperamento equabile, che segna una svolta decisiva per lo sviluppo del linguaggio musicale occidentale.